# 須賀川駅
須賀川駅（すかがわえき）は、福島県須賀川市中山にある、東日本旅客鉄道（JR東日本）東北本線の駅である。

## 歴史
- 1887年（明治20年）7月16日：日本鉄道の駅として開業[2]。
- 1905年（明治38年）2月16日：電報の取り扱いを開始[4]。
- 1906年（明治39年）11月1日：鉄道国有法により、国有化[2]。
- 1909年（明治42年）10月12日：線路名称の制定により、東北本線の所属となる。
- 1963年（昭和38年）10月31日：電報の取り扱いを廃止[5]。
- 1971年（昭和46年）3月20日：当駅に特急「ひばり」1往復が停車することとなり、特急停車駅となる（この後東北本線を走る特急列車の増発が相次いだこともあり、最も多い時期には5往復の特急列車が当駅に停車した）。
- 1974年（昭和49年）4月1日：みどりの窓口の営業を開始[6][新聞 1]。
- 1979年（昭和54年）10月1日：貨物の取り扱いを廃止[2]。
- 1984年（昭和59年）2月1日：荷物の扱いを廃止[2]。
- 1987年（昭和62年）4月1日：国鉄分割民営化により、東日本旅客鉄道の駅となる[2]。
- 1991年（平成3年）10月1日：駅舎改築工事のうち、駅施設部分の使用を開始[7]
- 1992年（平成4年）4月1日：駅舎改築工事のうち、須賀川市コミュニティ施設が完成し、駅全面オープン[7]。
- 1993年（平成5年）11月30日：特急「あいづ」の廃止により、当駅に停車する優等列車がなくなる（なお、当駅に停車する急行列車は、臨時列車を除き、1985年〈昭和60年〉3月のダイヤ改正で消滅していた）。
- 2002年（平成14年）：東北の駅百選に選定される。
- 2009年（平成21年）3月14日：ICカード「Suica」の利用が可能となる[報道 1]。
- 2011年（平成23年）
  - 3月11日：東日本大震災により、営業を休止。
  - 4月17日：黒磯 - 安積永盛間の運転再開により、営業を再開。
- 2025年（令和7年）
  - 1月25日：東西自由通路の使用を開始[報道 2][報道 3][新聞 2]。
  - 1月26日：橋上駅舎の使用を開始[報道 2][報道 3][新聞 2]。

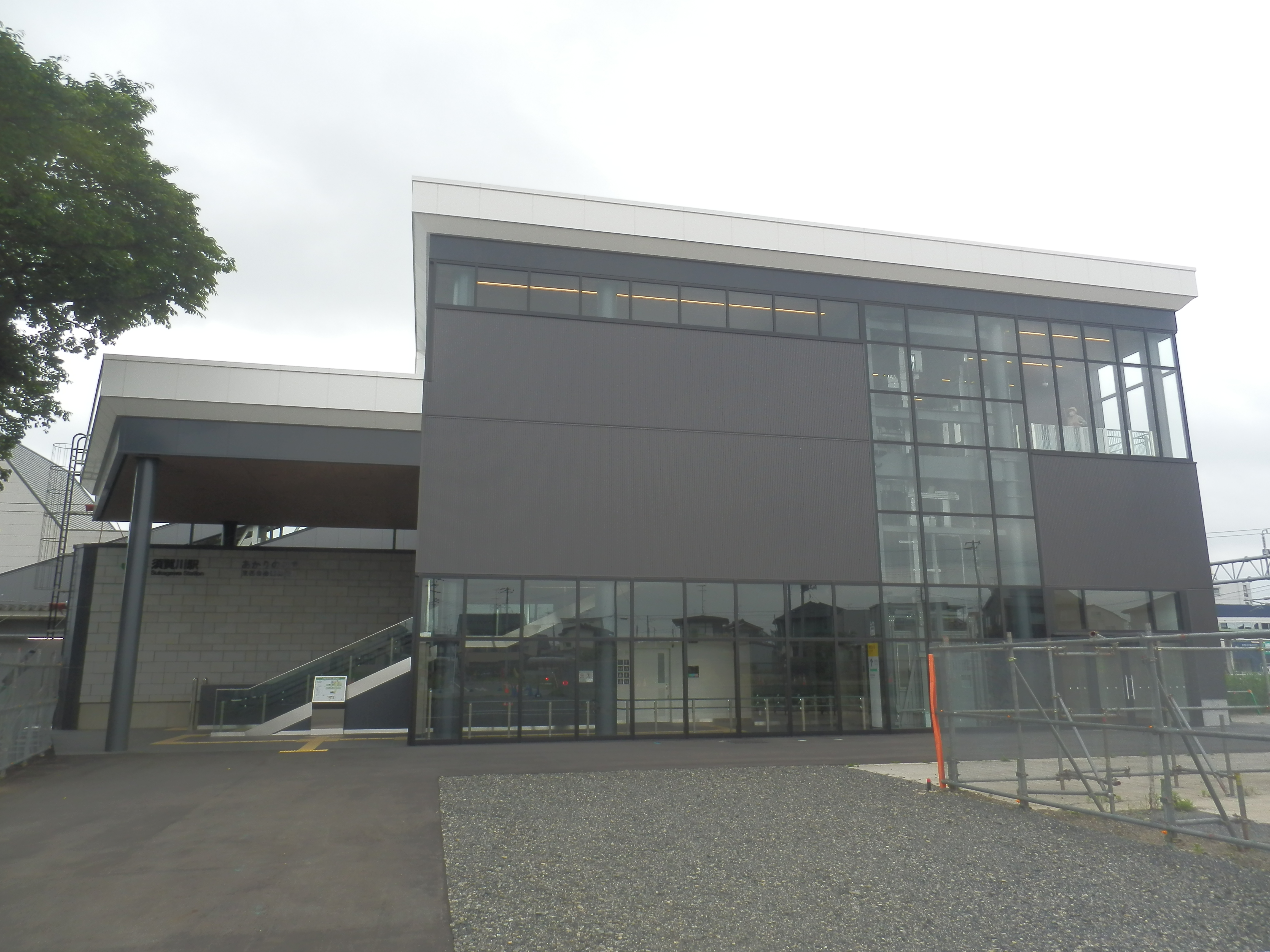
西口（2025年6月）
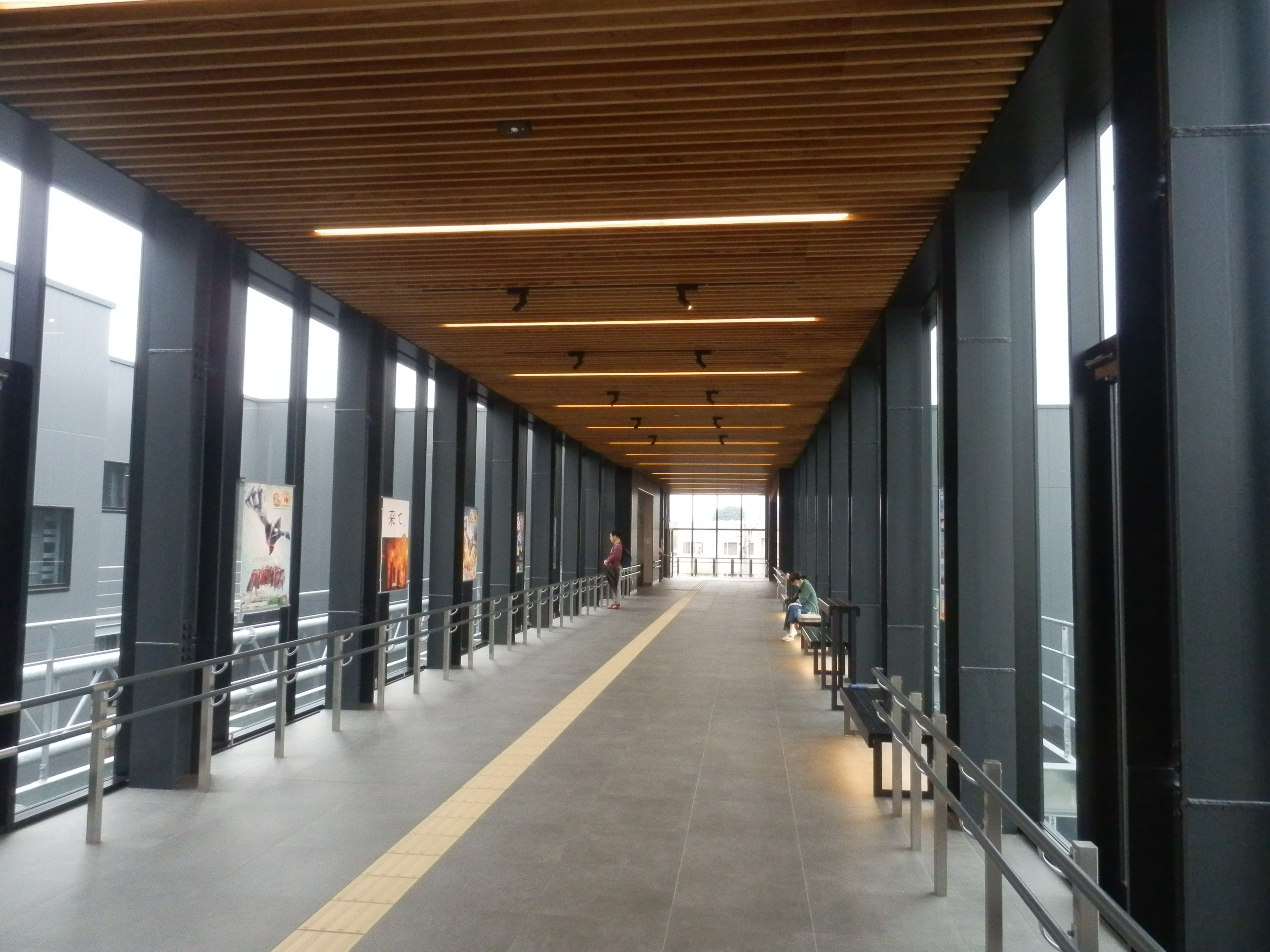
東西自由通路「あかりのみち」（2025年6月）
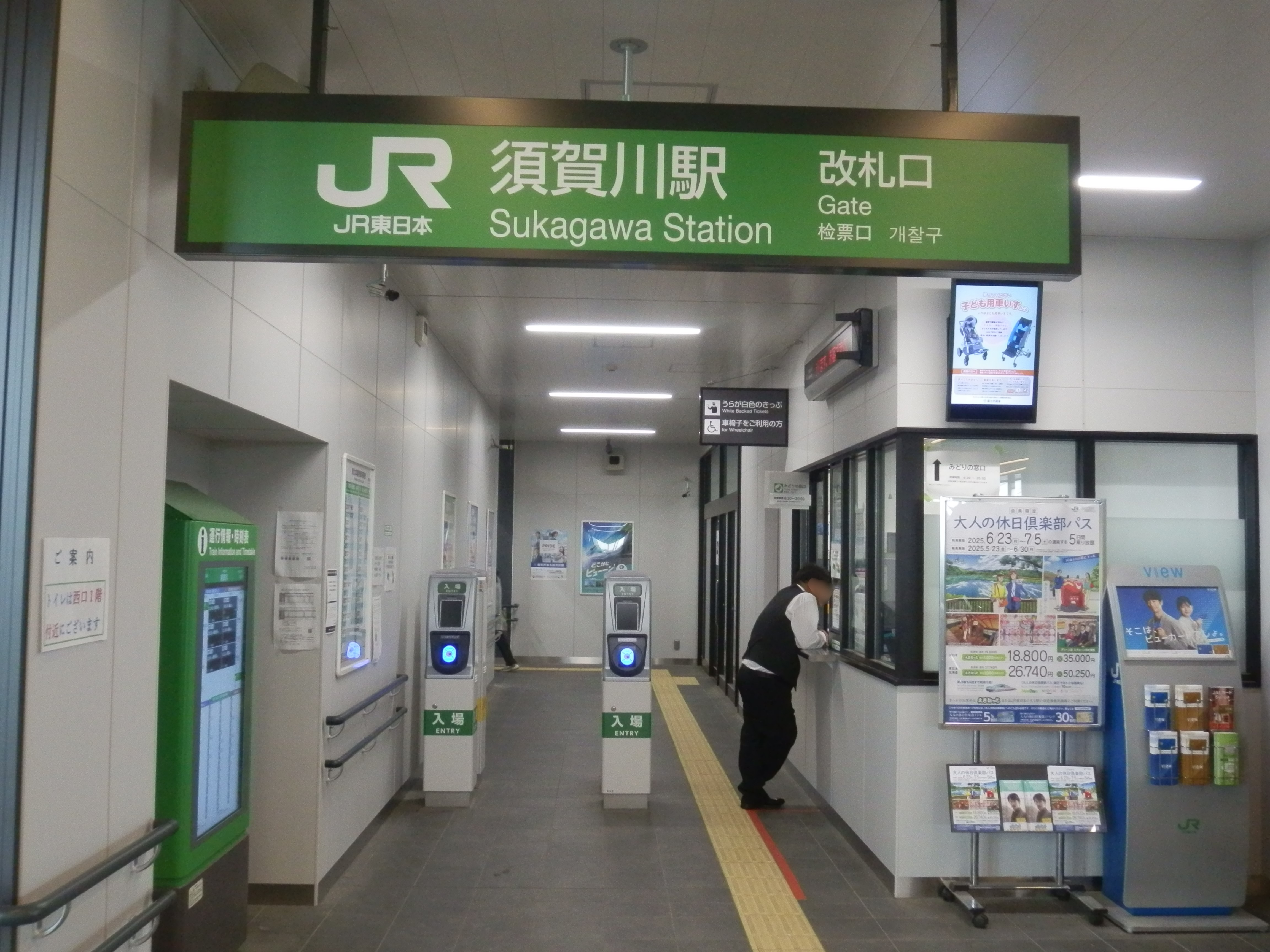
改札（2025年6月）
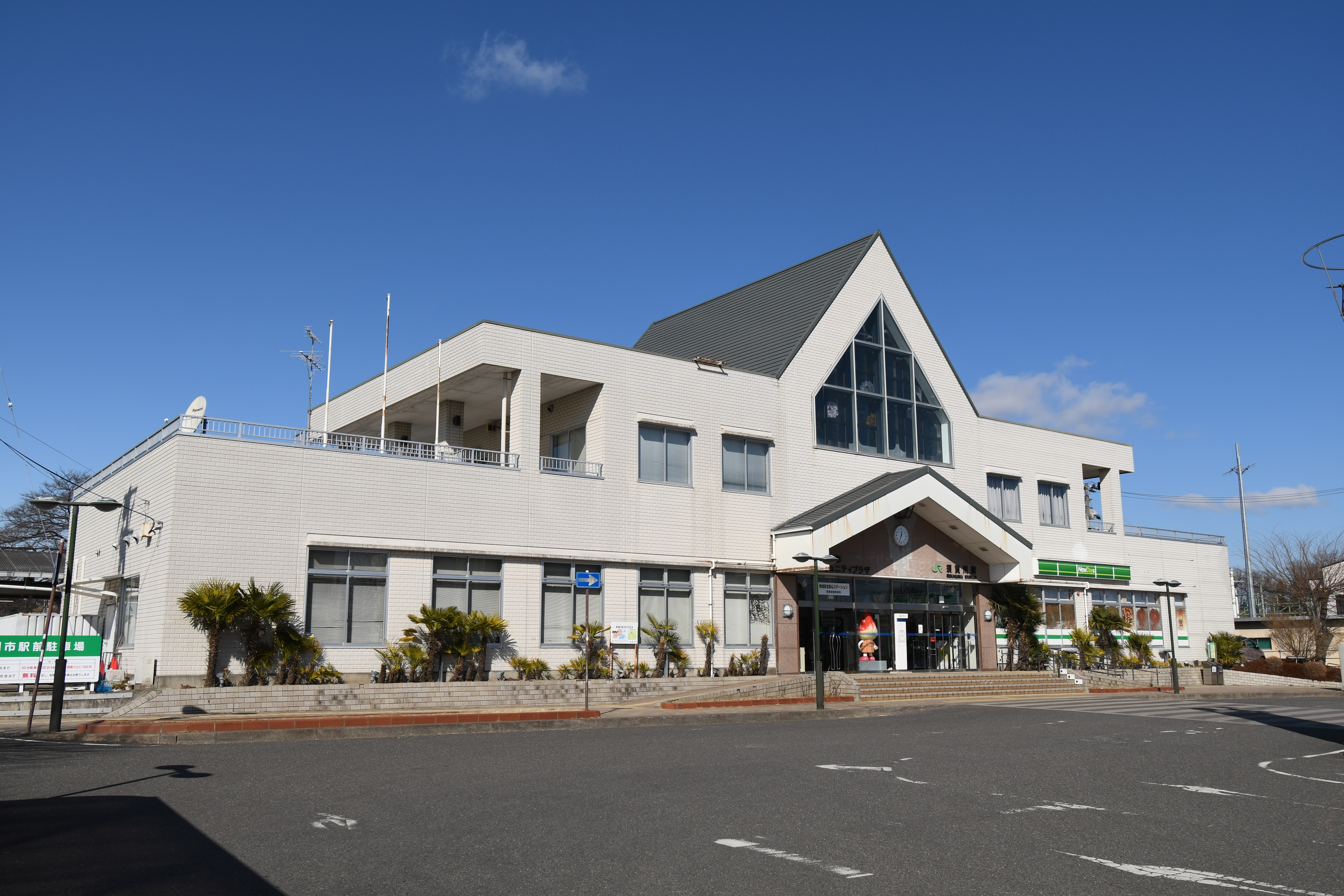
旧駅舎（2022年2月）
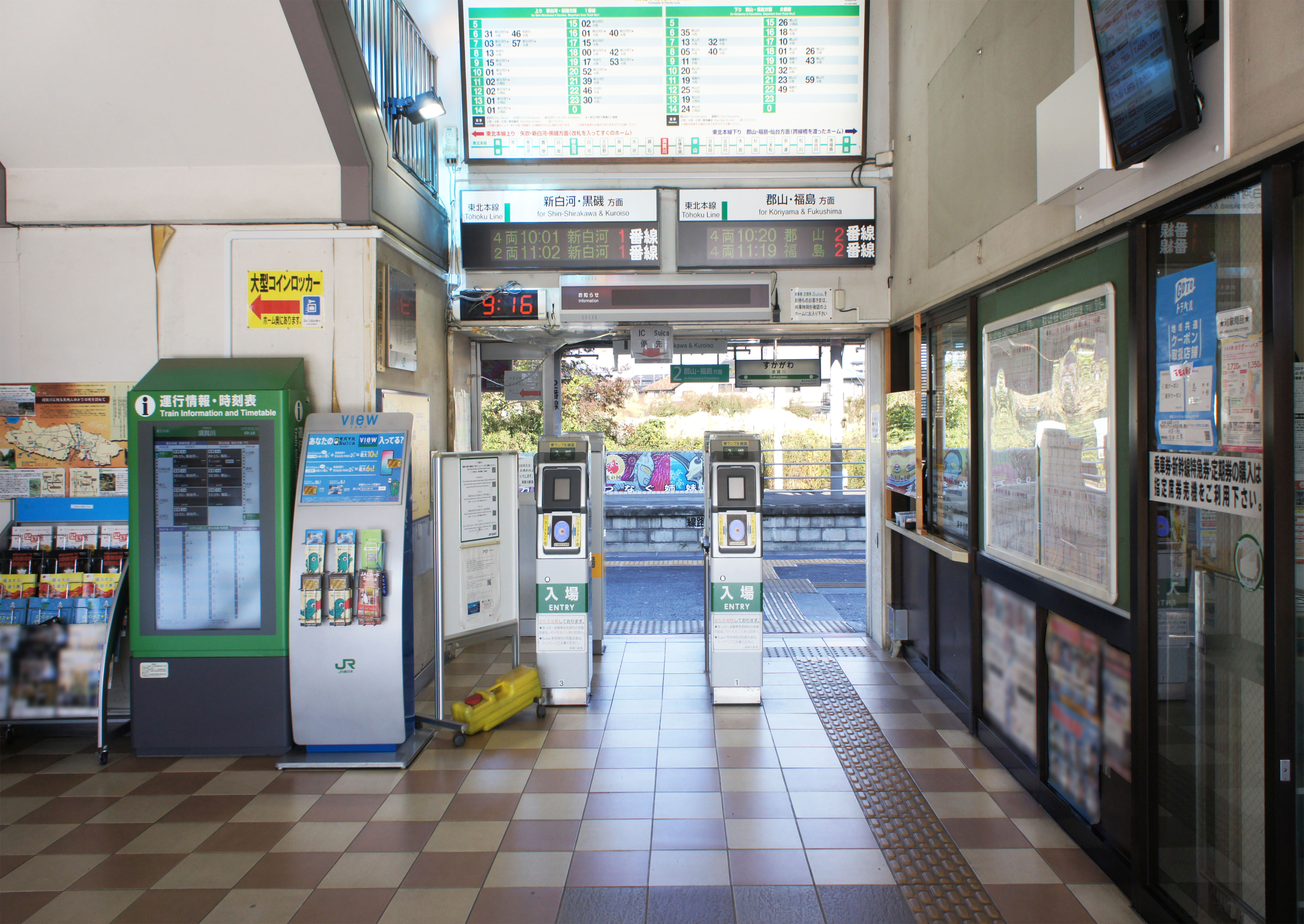
旧駅舎改札口（2021年10月）

## 駅構造
単式ホーム2面2線を持つ地上駅（橋上駅）である。2番線は旧3番線である。旧2番線（中線）は線路のみ残っているが、本線とは接続されていない。かつては当駅発着の列車があった。
郡山駅が管理し、JR東日本東北総合サービスが駅業務を受託する業務委託駅である。
駅舎は、1993年（平成5年）供用開始の福島空港へのアクセス駅として、1991年（平成3年）に駅部分が、1992年（平成4年）に併設のコミュニティ施設が供用を開始した、鉄骨造り2階建て延べ床面積約1,330平方メートルのものである。約4分の1が駅施設、残りが地元須賀川市の施設である。地元のボタン園を駅舎のイメージコンセプトとしている。総工費は約3億8000万円であった。しかし、現在は空港への交通手段が存在せず、郡山駅などからのリムジンバスなどになる。
構内にはみどりの窓口、Suica対応自動券売機、指定席券売機、簡易Suica改札機、NewDays（Suica利用可能）があり、須賀川市コミュニティプラザが併設されている。

### のりば
| 番線 | 路線      | 方向 | 行先             |
| ---- | --------- | ---- | ---------------- |
| 1    | ■東北本線 | 上り | 新白河・黒磯方面 |
| 2    | ■東北本線 | 下り | 郡山・福島方面   |

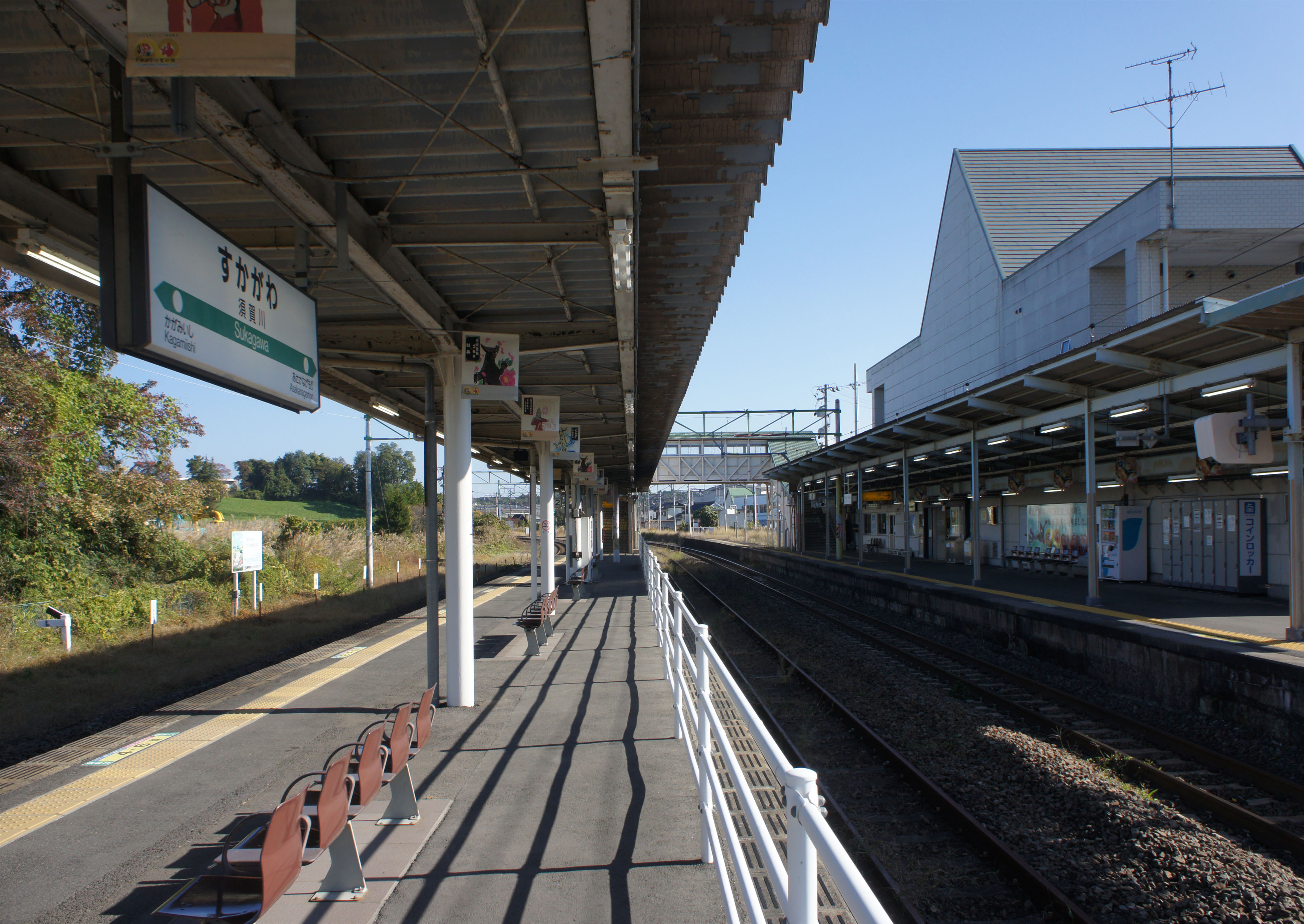
ホーム（2021年10月）

## 利用状況
JR東日本によると、2023年度（令和5年度）の1日平均乗車人員は2,019人である。
2000年度（平成12年度）以降の推移は以下のとおりである。
| 1日平均乗車人員推移 | 1日平均乗車人員推移 | 1日平均乗車人員推移 | 1日平均乗車人員推移 | 1日平均乗車人員推移 |
| 年度                | 定期外              | 定期                | 合計                | 出典                |
| ------------------- | ------------------- | ------------------- | ------------------- | ------------------- |
| 2000年（平成12年）  |                     |                     | 2,311               | [ 利用客数 2 ]      |
| 2001年（平成13年）  |                     |                     | 2,378               | [ 利用客数 3 ]      |
| 2002年（平成14年）  |                     |                     | 2,344               | [ 利用客数 4 ]      |
| 2003年（平成15年）  |                     |                     | 2,337               | [ 利用客数 5 ]      |
| 2004年（平成16年）  |                     |                     | 2,323               | [ 利用客数 6 ]      |
| 2005年（平成17年）  |                     |                     | 2,285               | [ 利用客数 7 ]      |
| 2006年（平成18年）  |                     |                     | 2,328               | [ 利用客数 8 ]      |
| 2007年（平成19年）  |                     |                     | 2,272               | [ 利用客数 9 ]      |
| 2008年（平成20年）  |                     |                     | 2,257               | [ 利用客数 10 ]     |
| 2009年（平成21年）  |                     |                     | 2,257               | [ 利用客数 11 ]     |
| 2010年（平成22年）  |                     |                     | 2,247               | [ 利用客数 12 ]     |
| 2011年（平成23年）  |                     |                     | 2,095               | [ 利用客数 13 ]     |
| 2012年（平成24年）  | 745                 | 1,559               | 2,305               | [ 利用客数 14 ]     |
| 2013年（平成25年）  | 741                 | 1,603               | 2,344               | [ 利用客数 15 ]     |
| 2014年（平成26年）  | 733                 | 1,590               | 2,324               | [ 利用客数 16 ]     |
| 2015年（平成27年）  | 748                 | 1,577               | 2,325               | [ 利用客数 17 ]     |
| 2016年（平成28年）  | 746                 | 1,561               | 2,307               | [ 利用客数 18 ]     |
| 2017年（平成29年）  | 742                 | 1,582               | 2,324               | [ 利用客数 19 ]     |
| 2018年（平成30年）  | 735                 | 1,558               | 2,294               | [ 利用客数 20 ]     |
| 2019年（令和元年）  | 686                 | 1,565               | 2,252               | [ 利用客数 21 ]     |
| 2020年（令和02年）  | 375                 | 1,340               | 1,715               | [ 利用客数 22 ]     |
| 2021年（令和03年）  | 430                 | 1,382               | 1,812               | [ 利用客数 23 ]     |
| 2022年（令和04年）  | 539                 | 1,347               | 1,887               | [ 利用客数 24 ]     |
| 2023年（令和05年）  | 623                 | 1,396               | 2,019               | [ 利用客数 1 ]      |

## 駅周辺
- 須賀川駅前郵便局
- 須賀川市立第二中学校
- 福島県立須賀川桐陽高等学校
- 福島交通須賀川営業所
- 上人壇廃寺跡
- 米山寺経塚
- 釈迦堂川
- 国道4号
- 福島県道54号須賀川三春線
- 福島県道187号須賀川停車場線
- 福島県道355号須賀川二本松線
- イオンタウン須賀川
- ヨークベニマル須賀川西店
- ドン・キホーテ須賀川店

## バス路線
「須賀川駅前」停留所にて、須賀川市内循環バスや福島交通（須賀川営業所）の路線バスが発着する。
| のりば             | 運行事業者 | 系統・行先 | 備考 |
| ------------------ | --- | --- | --- |
|                    | 福島交通 | - 20-1：長沼車庫 - 20-2：長沼 - 21-1：長沼小学校 - 30-2：町守屋 - 31-2：北横田 - 33-1：滝原 - 55-1：岡の内 - 70-1：石川駅前 - 70-2：石川              | - 「21-1」は平日1本のみ運行 - 「30-2」「31-2」「33-1」は土休日運休 - 「55-1」は学休日運休 |
|                    | 福島交通 | - 1-1・2-2：郡山駅前 - 10-3：湯本／二岐 - 12-3：竜生 - 13-3：南沢 - 14-3：丸山 - 16-3：成田 - 18-3：岩農 - 21-3：長沼車庫 - 52-1：並木町 - 56-2：六軒 | - 「10-3」の湯本行きは11月27日 - 4月25日に運行（1本は1月1日・2日運休）、二岐行きは4月26日 - 11月26日に運行 - 「13-3」「14-3」は平日1本のみ運行 - 「16-3」は学休日運休 - 「21-3」「52-1」は土休日運休 |
| 須賀川市内循環バス | - 東循環（仲の町先回り・北町先回り） - 西循環（公立病院先回り・市民温泉先回り） - あおば循環（あおば先回り・まちなか先回り） | 「あおば循環バス」は平日のみ運行 | |

なお、高速バス「須賀川」停留所および「須賀川営業所」停留所は、駅の西側にある福島交通須賀川営業所の構内にある。

## その他
- 「花の町を演出するステンドグラスが印象的な駅舎」として、東北の駅百選に選定された。
- 須賀川市がウルトラマンシリーズの生みの親・円谷英二の出身地であることから、駅前広場にはウルトラマンの像が建てられている。
- 「釈迦堂川全国花火大会」開催日は臨時改札口が設けられる。

## 隣の駅
東日本旅客鉄道（JR東日本）
■東北本線
鏡石駅 - 須賀川駅 - 安積永盛駅

### 記事本文